# Margaret Morel
Margaret Morel (* 19. Februar 1958; † 16. März 2019) ist eine ehemalige seychellische Mittelstreckenläuferin.

## Karriere
Morel nahm an den Olympischen Sommerspielen 1980 in Moskau teil. Sie war die erste Frau der Seychellen, die an einem olympischen Wettbewerb teilnahm. Sie trat in den Wettbewerben über 800 Meter sowie 1500 Meter teil, schied jedoch in den Vorläufen aus. Bereits bei den ersten Indian Ocean Island Games 1979 war sie sehr erfolgreich gewesen. Sie gewann Bronze im 1500-Meter-Lauf und in der 4-mal-400-Meter-Staffel. Sie spielte auch Hockey, musste aber 1982 wegen Knieverletzungen aufhören. Sie hatte mehrere nationale Rekorde (3000 m, November 1981) errungen, die bis zur Zeit ihres Todes 2019 noch nicht überboten worden waren.